# 갈색배넓적코박쥐
갈색배넓적코박쥐(Platyrrhinus fusciventris)는 주걱박쥐과(신세계잎코박쥐과)에 속하는 남아메리카 박쥐의 일종이다. 가장자리에 털이 나 있는 좁은 꼬리비막이 특징적이고, 배에 한 줄의 흰 줄무늬과 끝이 모이는 큰 안쪽의 윗쪽 앞니, 세 개의 윗쪽 어금니, 세 개의 아랫쪽 어금니를 갖고 있다. 기아나와 수리남, 프랑스령 기아나, 트리니다드 토바고, 브라질 북부, 에콰도르 동부, 베네수엘라 남부에서 발견된다. 근연종은 잉카넓적코박쥐와 가는넓적코박쥐이다.